# Démographie de la Virginie
La démographie de la Virginie recense les divers éléments utilisés permettant de décrire la population du Commonwealth de Virginie, aux États-Unis. Ils sont regroupés et analysés par différents organismes gouvernementaux et non gouvernementaux. Le dernier recensement exhaustif date de 2010. La fréquence est décennale. Les chiffres donnés entre deux recensements correspondent à des estimations.
Au recensement de 2010, la Virginie est le 12e État le plus peuplé des États-Unis avec plus de 8 millions d'habitants alors qu'il est classé au 35e rang pour la superficie.

## Population
En 2010, selon le bureau du recensement des États-Unis, la Virginie a une population de 8 001 024 habitants, ce qui représente une augmentation de 288 933 par rapport à l'estimation de 2007 (+ 3,6 %), et une augmentation de 922 509 (+ 13,0 %) par rapport au précédent recensement de 2000 (contre 9,7 % pour l'ensemble des États-Unis). La croissance de la population, analysée pour la seule période 2000-2007, montre une répartition 50-50 entre l'accroissement naturel et le solde migratoire net. De son côté, le solde migratoire se répartit à égalité entre le flux interne entre États et celui provenant de l'extérieur des frontières des États-Unis.
| Indicateur                             | Virginie | États-Unis |
| -------------------------------------- | -------- | ---------- |
| Personnes de moins de 5 ans            | 6,1 %    | 6,2 %      |
| Personnes de moins de 18 ans           | 22,2 %   | 22,8 %     |
| Personnes de plus de 65 ans            | 14,6 %   | 15,2 %     |
| Femmes                                 | 50,8 %   | 50,8 %     |
| Personnes par foyer                    | 2,61     | 2,64       |
| Vétérans                               | 11,0 %   | 8,0 %      |
| Personnes nées étrangères à l'étranger | 11,9 %   | 13,2 %     |
| Personnes étrangères                   | 5,9 %    | 7,0 %      |
| Personnes sans assurance maladie       | 10,1 %   | 10,1 %     |
| Personnes avec un handicap             | 7,8 %    | 8,6 %      |
| Revenus annuels                        | 34 967 $ | 29 829 $   |
| Personnes sous le seuil de pauvreté    | 11,0 %   | 12,7 %     |
| Diplômés du lycée                      | 88,6 %   | 87,0 %     |
| Diplômés de l'université               | 36,9 %   | 30,3 %     |

## Histoire
Beaucoup parmi la population d'origine africaine sont les descendants des esclaves qui ont travaillé à les plantations de tabac, de coton et de chanvre. À l'origine, ils ont été importés de l'Afrique centrale, principalement de l'Angola. Par la suite, au cours du XVIIIe siècle, la moitié de ce recrutement est issue de la région de la boucle du Niger correspondant au Nigeria moderne. En 1860, les esclaves représentaient 31 % des 1 600 000 habitants de l'État (Virginie et Virginie-Occidentale réunies). Certains avaient été affranchis et le nombre de gens de couleur libres (noir ou mulâtre) était de 58 042 à la même époque. La plupart s'étaient regroupés dans les agglomérations de Richmond ou Petersbourg où ils pouvaient trouver du travail.
Au XXe siècle la désertification rurale et la migration vers les grands centres urbains du nord des États-Unis eut pour effet de réduire la population noire de la Virginie à environ 20 %. Aujourd'hui, les Afro-Américains sont concentrés dans l'est et le sud du Tidewater et du Piedmont. Les montagnes de l'ouest ont été peuplées principalement par des personnes d'ascendance irlando-écossaise. On note également un nombre important de personnes d'origine allemande dans les montagnes du nord-ouest et la vallée de Shenandoah.
L'immigration de la fin du XXe siècle et du début du XXIe siècle concerne davantage les populations hispaniques : Salvadoriens et Mexicains  concentrés dans les banlieues de Washington (nord de la Virginie);  Portoricains  dans la région de Hampton Roads. On trouve une importante population asiatique dans le nord de l'État. En 2005, 6,1 % des Virginiens sont d'origine hispanique et 5,2 % asiatiques. La Virginie a la plus grande implantation vietnamienne de la côte Est, avec environ 48 000 Vietnamiens. Leur grande vague d'immigration s'est produite à la fin de la guerre du Vietnam. Hampton Roads a une importante population philippine avec environ 45 000 ressortissants, dont beaucoup ont des liens avec l'US Navy. La Virginie continue également d'être un lieu de regroupement pour huit tribus amérindiennes reconnues par l'État, si ce n'est par le gouvernement fédéral. La plupart des groupes amérindiens sont domiciliés dans la région de Tidewater.

## Géographie humaine

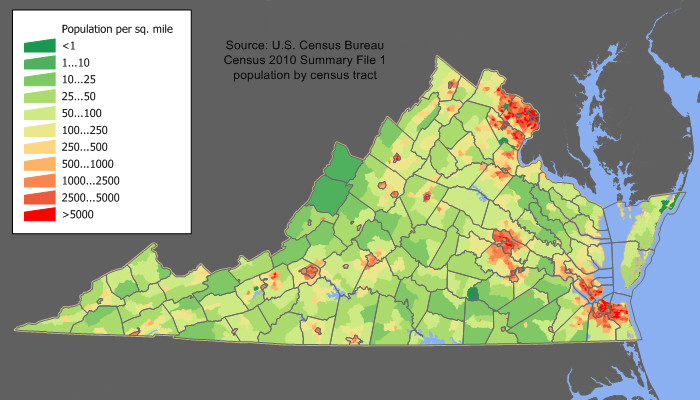
Densité de population

| Nom            | Population | Densité (hab./km²) | % population de l'État |
| -------------- | ---------- | ------------------ | ---------------------- |
| Accomack       | 33 164     | 28,2               | 0,62                   |
| Albemarle      | 98 970     | 52,8               | 1,84                   |
| Alleghany      | 12 926     | 11,2               | 0,24                   |
| Amelia         | 11 400     | 12,3               | 0,21                   |
| Amherst        | 31 894     | 25,9               | 0,59                   |
| Appomattox     | 13 705     | 15,8               | 0,25                   |
| Arlington      | 207 627    | 3 098,9            | 3,86                   |
| Augusta        | 65 615     | 26,1               | 1,22                   |
| Bath           | 5 048      | 3,7                | 0,09                   |
| Bedford        | 60 371     | 30,8               | 1,12                   |
| Bland          | 6 871      | 7,4                | 0,13                   |
| Botetourt      | 30 496     | 21,7               | 0,57                   |
| Brunswick      | 18 419     | 12,6               | 0,34                   |
| Buchanan       | 26 978     | 20,7               | 0,50                   |
| Buckingham     | 15 623     | 10,4               | 0,29                   |
| Campbell       | 51 078     | 39,1               | 0,95                   |
| Caroline       | 28 545     | 20,7               | 0,53                   |
| Carroll        | 30 042     | 24,4               | 0,56                   |
| Charles City   | 6 926      | 14,7               | 0,13                   |
| Charlotte      | 12 462     | 10,1               | 0,23                   |
| Chesterfield   | 316 236    | 286,7              | 5,88                   |
| Clarke         | 12 652     | 27,6               | 0,24                   |
| Craig          | 5 091      | 6,0                | 0,09                   |
| Culpeper       | 46 689     | 47,3               | 0,87                   |
| Cumberland     | 9 017      | 11,9               | 0,17                   |
| Dickenson      | 16 395     | 19,0               | 0,31                   |
| Dinwiddie      | 24 533     | 18,8               | 0,46                   |
| Essex          | 9 989      | 15,0               | 0,19                   |
| Fairfax        | 1 081 726  | 1 054,3            | 20,13                  |
| Fauquier       | 68 010     | 40,4               | 1,27                   |
| Floyd          | 13 874     | 14,0               | 0,26                   |
| Fluvanna       | 20 047     | 27,0               | 0,37                   |
| Franklin       | 47 286     | 26,4               | 0,88                   |
| Frederick      | 59 209     | 55,1               | 1,10                   |
| Giles          | 16 657     | 18,0               | 0,31                   |
| Gloucester     | 34 780     | 61,9               | 0,65                   |
| Goochland      | 16 863     | 22,9               | 0,31                   |
| Grayson        | 17 917     | 15,6               | 0,33                   |
| Greene         | 15 244     | 37,5               | 0,28                   |
| Greensville    | 11 560     | 15,1               | 0,22                   |
| Halifax        | 37 355     | 17,7               | 0,70                   |
| Hanover        | 99 863     | 81,5               | 1,86                   |
| Henrico        | 306 935    | 498,3              | 5,71                   |
| Henry          | 57 930     | 58,6               | 1,08                   |
| Highland       | 2 536      | 2,4                | 0,05                   |
| Isle of Wight  | 29 728     | 36,3               | 0,55                   |
| James City     | 67 009     | 181,1              | 1,25                   |
| King and Queen | 6 630      | 8,1                | 0,12                   |
| King George    | 16 803     | 36,1               | 0,31                   |
| King William   | 13 146     | 18,5               | 0,24                   |
| Lancaster      | 11 567     | 33,6               | 0,22                   |
| Lee            | 23 589     | 20,8               | 0,44                   |
| Loudoun        | 312 311    | 231,9              | 5,81                   |
| Louisa         | 25 627     | 19,9               | 0,48                   |
| Lunenburg      | 13 146     | 11,7               | 0,24                   |
| Madison        | 12 520     | 15,0               | 0,23                   |
| Mathews        | 9 207      | 41,3               | 0,17                   |
| Mecklenburg    | 32 380     | 20,0               | 0,60                   |
| Middlesex      | 9 932      | 29,5               | 0,18                   |
| Montgomery     | 83 629     | 83,2               | 1,56                   |
| Nelson         | 14 445     | 11,8               | 0,27                   |
| New Kent       | 13 462     | 24,7               | 0,25                   |
| Northampton    | 13 093     | 24,4               | 0,24                   |
| Northumberland | 12 259     | 24,7               | 0,23                   |
| Nottoway       | 15 725     | 19,3               | 0,29                   |
| Orange         | 25 881     | 29,2               | 0,48                   |
| Page           | 23 177     | 28,8               | 0,43                   |
| Patrick        | 19 407     | 15,5               | 0,36                   |
| Pittsylvania   | 61 745     | 24,4               | 1,15                   |
| Powhatan       | 23 377     | 34,9               | 0,43                   |
| Prince Edward  | 19 720     | 21,6               | 0,37                   |
| Prince George  | 33 047     | 48,0               | 0,61                   |
| Prince William | 402 002    | 459,4              | 7,48                   |
| Pulaski        | 35 127     | 42,3               | 0,65                   |
| Rappahannock   | 6 983      | 10,1               | 0,13                   |
| Richmond       | 8 809      | 17,7               | 0,16                   |
| Roanoke        | 85 778     | 132,0              | 1,60                   |
| Rockbridge     | 20 808     | 13,4               | 0,39                   |
| Rockingham     | 67 725     | 30,7               | 1,26                   |
| Russell        | 30 308     | 24,6               | 0,56                   |
| Scott          | 23 403     | 16,8               | 0,44                   |
| Shenandoah     | 35 075     | 26,5               | 0,65                   |
| Smyth          | 33 081     | 28,3               | 0,62                   |
| Southampton    | 17 482     | 11,2               | 0,33                   |
| Spotsylvania   | 122 397    | 117,8              | 2,28                   |
| Stafford       | 128 961    | 184,5              | 2,40                   |
| Surry          | 6 829      | 9,4                | 0,13                   |
| Sussex         | 12 504     | 9,8                | 0,23                   |
| Tazewell       | 44 598     | 33,1               | 0,83                   |
| Warren         | 31 584     | 57,0               | 0,59                   |
| Washington     | 51 103     | 35,0               | 0,95                   |
| Westmoreland   | 16 718     | 28,3               | 0,31                   |
| Wise           | 40 123     | 38,4               | 0,75                   |
| Wythe          | 27 599     | 23,0               | 0,51                   |
| York           | 66 464     | 241,9              | 1,24                   |

## Langue
La langue officielle est l'anglais, même si ce statut n'est reconnu que par les lois de 1981 et 1996 et non directement par la Constitution de Virginie.
| Langue            | 1980  | 1990  | 2000  | 2010  | 2016  |
| ----------------- | ----- | ----- | ----- | ----- | ----- |
| Anglais           | 95,57 | 92,72 | 88,91 | 85,87 | 84,47 |
| Espagnol          | 1,29  | 1,50  | 4,78  | 6,41  | 6,80  |
| Coréen            | 0,20  | 0,45  | 0,60  | 0,77  | 0,70  |
| Vietnamien        | 0,15  | 0,33  | 0,48  | 0,63  | 0,65  |
| Langues chinoises | 0,16  | 0,30  | 0,53  | 0,66  | 0,74  |
| Français          | 0,56  | 0,41  | 0,60  | 0,46  | 0,41  |
| Tagalog           | 0,23  | 0,37  | 0,51  | 0,56  | 0,59  |
| Autres            | 1,84  | 3,66  | 3,59  | 4,64  | 5,64  |

La région du Piedmont subit une forte influence de l'accent sudiste. Même si l'anglo-américain traditionnel s'homogénise dans l'ensemble des zones urbaines, on trouve des accents différents comme le Tidewater, le Vieux virginien, ou l'anachronique accent élisabéthain dans Tangier Island.

## Origine ethnique
| Années | Blancs  | Noirs    | Noirs  | Autres |          | Blancs | Noirs  | Noirs  | Autres |
| Années | Blancs  | Esclaves | Libres | Autres | Esclaves | Blancs | Libres |        | Autres |
| ------ | ------- | -------- | ------ | ------ | -------- | ------ | ------ | ------ | ------ |
| 1790   | 391 524 | 287 959  | 12 254 | 0      |          | 56,6 % | 41,6 % | 4,1 %  | 0 %    |
| 1800   | 447 780 | 339 796  | 19 981 | 0      |          | 55,4 % | 42,1 % | 5,6 %  | 0 %    |
| 1810   | 463 893 | 383 521  | 30 269 | 0      |          | 52,9 % | 43,7 % | 7,3 %  | 0 %    |
| 1820   | 489 615 | 411 886  | 36 760 | 0      |          | 52,2 % | 43,9 % | 8,2 %  | 0 %    |
| 1830   | 543 627 | 453 698  | 46 729 | 0      |          | 52,1 % | 43,5 % | 9,3 %  | 0 %    |
| 1840   | 544 683 | 431 873  | 48 671 | 0      |          | 53,1 % | 42,1 % | 10,1 % | 0 %    |
| 1850   | 616 069 | 452 028  | 51 251 | 94     |          | 55,0 % | 40,4 % | 10,2 % | 0,2 %  |
| 1860   | 691 773 | 472 494  | 55 269 | 233    |          | 56,7 % | 38,7 % | 10,5 % | 0,4 %  |

| Années | Blancs    | Noirs     | Amérindiens | Asiatiques | Océaniens | Autres  | Métis   |
| ------ | --------- | --------- | ----------- | ---------- | --------- | ------- | ------- |
| 1870   | 712 089   | 512 841   | 229         | 4          | 4         |         |         |
| 1880   | 880 858   | 631 616   | 85          | 6          | 6         |         |         |
| 1890   | 1 020 122 | 635 438   | 349         | 71         | 71        |         |         |
| 1900   | 1 192 855 | 660 722   | 354         | 253        | 253       |         |         |
| 1910   | 1 389 809 | 671 096   | 539         | 168        | 168       |         |         |
| 1920   | 1 617 909 | 690 017   | 824         | 437        | 437       |         |         |
| 1930   | 1 770 441 | 650 165   | 779         | 466        | 466       |         |         |
| 1940   | 2 015 583 | 661 449   | 198         | 543        | 543       |         |         |
| 1950   | 2 581 555 | 734 211   | 1 056       | 1 403      | 1 403     | 455     |         |
| 1960   | 3 142 443 | 816 258   | 2 155       | 4 725      | 4 725     | 1 368   |         |
| 1970   | 3 761 514 | 861 368   | 4 853       | 16 103     | 16 103    | 4 656   |         |
| 1980   | 4 229 798 | 1 008 668 | 16 391      | 66 209     | 66 209    | 32 689  |         |
| 1990   | 4 791 739 | 1 162 994 | 15 282      | 156 036    | 3 017     | 58 290  |         |
| 2000   | 5 120 108 | 1 390 293 | 21 172      | 261 025    | 3 946     | 138 900 | 143 069 |
| 2010   | 5 486 852 | 1 551 399 | 29 225      | 439 890    | 5 980     | 254 278 | 233 400 |

### Afro-Américains

Groupe ethnique majoritaire par comté en 2016 :
Noirs 40-50 %
Noirs 50-60 %
Noirs 60-70 %
Noirs 70-80 %
Hispaniques 30-40 %
Blancs non hispaniques 40-50 %
Blancs non hispaniques 50-60 %
Blancs non hispaniques 60-70 %
Blancs non hispaniques 70-80 %
Blancs non hispaniques 80-90 %
Blancs non hispaniques >90 %

En 2010, les Afro-Américains sont majoritaires dans les comtés de Brunswick (57,3 % de la population), de Charles City (48,4 %), de Greensville (59,8 %), et de Sussex (58,1 %), ainsi que dans les villes indépendantes d'Emporia (62,5 %), de Franklin (56,9 %), d'Hampton (49,6 %), de Petersburg (79,1 %), de Portsmouth (53,3 %) et de Richmond (50,6 %).

### Hispaniques et Latinos
| Groupe       | Nombre  | % de la population |
| ------------ | ------- | ------------------ |
| Mexicains    | 155 067 | 1,9                |
| Salvadoriens | 123 800 | 1,5                |
| Portoricains | 73 958  | 0,9                |
| Autres       | 279 000 | 3,5                |
| Total        | 631 825 | 7,9                |

Selon l'American Community Survey, pour la période 2011-2015, 75,25 % de la population hispanique âgée de plus de 5 ans déclare parler l'espagnol à la maison, 22,78 % déclare parler l'anglais et 1,56 % une autre langue.

### Amérindiens
| Tribu                         | Population | % de la population amérindienne |
| ----------------------------- | ---------- | ------------------------------- |
| Cherokees                     | 17 433     | 21,54                           |
| Blackfeet                     | 2 209      | 2,73                            |
| Amérindiens du Mexique        | 1 979      | 2,45                            |
| Amérindiens d'Amérique du Sud | 1 526      | 1,89                            |
| Iroquois                      | 1 410      | 1,74                            |
| Chactas                       | 1 386      | 1,71                            |
| Sioux                         | 1 356      | 1,68                            |
| Lumbees                       | 1 302      | 1,61                            |
| Ojibwés                       | 902        | 1,11                            |
| Apaches                       | 860        | 1,06                            |

## Religions
| Religion                                                                             | Virginie | États-Unis           |
| ------------------------------------------------------------------------------------ | -------- | -------------------- |
| Protestantisme évangélique, dont Baptisme Pentecôtisme                               | 30 15 5  | 25,4 9,2 3,6         |
| Protestantisme traditionnel Méthodisme, dont Épiscopalisme Baptisme Presbytérianisme | 16 5 3 2 | 14,7 3,9 1,2 2,1 1,4 |
| Églises noires, dont Baptisme                                                        | 12 9     | 6,5 4,0              |
| Catholicisme                                                                         | 12       | 20,8                 |
| Non-affiliés                                                                         | 15       | 15,8                 |
| Agnosticisme                                                                         | 4        | 4,0                  |
| Athéisme                                                                             | 2        | 3,1                  |
| Mormonisme                                                                           | 2        | 1,6                  |
| Orthodoxisme                                                                         | 1        | 0,5                  |
| Judaïsme                                                                             | 1        | 1,9                  |
| Islam                                                                                | 1        | 0,9                  |
| Bouddhisme                                                                           | 1        | 0,7                  |
| Autres                                                                               | 3        | 4,1                  |